# Tatjana Antosjina
Tatjana Andrejevna Antosjina (Russisch: Татьяна Андреевна Антошина) (Moskou, 27 juli 1982) is een Russisch wielrenner. Zij is meervoudig Russisch kampioene op de weg en in de tijdrit.

## Carrière
Antosjina kwam uit voor Rusland bij de wegwedstrijd tijdens de Olympische Zomerspelen 2012 in Londen. Hier finishte ze als 25e. Ze deed ook mee aan de individuele tijdrit; ze eindigde als twaalfde in die discipline. In dat jaar reed ze voor de Nederlandse ploeg Rabobank.
Op 5 juli 2016 werd bekend dat Antosjina op 31 mei van dat jaar positief testte op het groeihormoon GHRP-2. Ze werd hierdoor meteen ontslagen door haar team Astana, dat haar na 1 mei (Gracia Orlova) niet meer had opgesteld. Door de UCI kreeg ze een schorsing van vier jaar. Wel won ze op 24 juni nog het Russisch kampioenschap tijdrijden.
Op 17 juni 2021 werd ze derde op het Russisch kampioenschap tijdrijden en een maand later won ze haar eerste wedstrijd sinds haar comeback, de Grand Prix Develi in Turkije. In september werd ze zesde met de Russische selectie in de gemengde ploegenestafette tijdens de Europese kampioenschappen wielrennen 2021.

## Erelijst
2005
 Russisch kampioenschap tijdrijden
2006
 Russisch kampioenschap tijdrijden
2007
 Russisch kampioene tijdrijden
2008
 Russisch kampioenschap tijdrijden
GP Jolenka
2009
 Russisch kampioene tijdrijden
2010
 Russisch kampioene op de weg
 Russisch kampioene tijdrijden
2011
 Russisch kampioenschap tijdrijden
 Eindklassement Gracia Orlova
 Eindklassement Trophée d'Or Féminin
4e etappe Tour de Limousin
2012
 Russisch kampioenschap tijdrijden
12e ind. tijdrit Olympische Spelen
25e wegwedstrijd Olympische Spelen
2013
 Russisch kampioene tijdrijden
 Eindklassement Tour de l'Ardèche
Trofeo Oro in Euro
2e etappe Tour de Limousin
2014
 Russisch kampioene op de weg
 Russisch kampioene tijdrijden
2015
 Russisch kampioene tijdrijden
3e etappe Tour de Feminin - O cenu Českého Švýcarska (ITT)
 Eindklassement Tour de Feminin - O cenu Českého Švýcarska
Chrono des Nations (ITT)
Ljubljana-Domzale-Ljubljana (ITT)
2e etappe Tour de Bretagne
2016
 Russisch kampioene tijdrijden
2021
 Russisch kampioenschap tijdrijden
Grand Prix Develi

### Resultaten in voornaamste wedstrijden
| Jaar | Ronde van Italië | Ronde van Frankrijk | Ronde van Spanje |
| ---- | ---------------- | ------------------- | ---------------- |
| 2006 | 62e              |                     |                  |
| 2007 | opgave           |                     |                  |
| 2008 | 18e              |                     |                  |
| 2009 | 12e              |                     |                  |
| 2010 | 8e               |                     |                  |
| 2011 | 5e               |                     |                  |
| 2012 | 19e              |                     |                  |
| 2013 | 13e              |                     |                  |
| 2014 | 17e              |                     |                  |
| 2015 |                  |                     |                  |
| 2016 |                  |                     |                  |

| Jaar | Ronde van Vlaanderen | Waalse Pijl | Trofeo Alfredo Binda |  | WK op de weg |
| ---- | -------------------- | ----------- | -------------------- |  | ------------ |
| 2006 |                      |             |                      |  |              |
| 2007 |                      |             |                      |  | opgave       |
| 2008 | opgave               |             | 79e                  |  | 65e          |
| 2009 | 38e                  | 45e         |                      |  | opgave       |
| 2010 |                      |             |                      |  | 30e          |
| 2011 | ↑                    | 13e         | 13e                  |  | 96e          |
| 2012 | 18e                  | 41e         | 30e                  |  | 32e          |
| 2013 | 22e                  | 38e         | 24e                  |  | 10e          |
| 2014 | opgave               | 68e         | opgave               |  | opgave       |
| 2015 | 38e                  | 71e         | 38e                  |  | 44e          |
| 2016 | opgave               | 97e         | opgave               |  |              |

## Ploegen
- 2007 —  Fenixs-HPB
- 2008 —  Fenixs
- 2009 —  Gauss RDZ Ormu-Colnago
- 2010 —  Team Valdarno
- 2011 —  Gauss
- 2012 —  Rabobank
- 2013 —  MCipollini-Giordana
- 2014 —  RusVelo
- 2015 —  Servetto Footon
- 2016 —  Astana Women's Team